# Primera División de Costa Rica 1967
Die Saison 1967 war die 48. Spielzeit der Primera División de Costa Rica, der höchsten costa-ricanischen Fußballliga. Es nahmen zehn Mannschaften teil. Saprissa gewann zum 7. Mal in der Vereinsgeschichte die Meisterschaft.

## Austragungsmodus
- Die zehn teilnehmenden Mannschaften spielten in einer Doppelrunde (Hin- und Rückspiele) im Modus Jeder gegen Jeden den Meister aus.
- Der Letztplatzierte stieg in die zweite Liga ab.

## Endstand
| Pl.             | Verein                  | Sp. | S  | U  | N  | Tore  | Diff. | Punkte |
| --------------- | ----------------------- | --- | -- | -- | -- | ----- | ----- | ------ |
| 01              | CD Saprissa             | 36  | 26 | 7  | 3  | 95:34 | 61    | 59     |
| 02              | LD Alajuelense (M)      | 36  | 26 | 6  | 4  | 96:31 | 65    | 58     |
| 03              | AD Municipal Puntarenas | 36  | 17 | 8  | 11 | 57:47 | 10    | 42     |
| 04              | AD San Carlos           | 36  | 12 | 13 | 11 | 51:56 | −5    | 37     |
| 05              | CS Cartaginés           | 36  | 13 | 5  | 18 | 52:65 | −13   | 31     |
| 06              | CS Herediano            | 36  | 12 | 5  | 19 | 53:64 | −11   | 29     |
| 07              | AD Barrio México (N)    | 36  | 10 | 7  | 19 | 34:52 | −18   | 27     |
| 08              | AD Limonense            | 36  | 8  | 11 | 17 | 58:81 | −23   | 27     |
| 09              | Orión FC                | 36  | 8  | 11 | 17 | 48:78 | −30   | 27     |
| 10              | CS Uruguay de Coronado  | 36  | 8  | 7  | 21 | 47:83 | −36   | 23     |
| Stand: Endstand |                         |     |    |    |    |       |       |        |

## Pokalwettbewerbe

### Copa Costa Rica 1967
AD Barrio México gewann im Finale gegen Saprissa mit 2:1.

### Campeón de Campeones 1967
In diesem Wettbewerb Meister der Meister 1967 sollten ursprünglich der Meister 1967 und der Gewinner der Copa Costa Rica 1967 aufeinandertreffen. LD Alajuelense nahm aber den Platz Saprissas ein und besiegte Pokalsieger Barrio México mit 1:0.